# Teter (kriptovaluta)
Teter (često se koristi skraćenica USD₮ i USDT) je stabilna koin kriptovaluta koja ima svoje pokriće u stvarnom novcu. Osnovana je od strane kompanije Teter Limited Inc. 2014. godine. Kompanija Teter Limited je u vlasništvu kompanije iFineks Inc. koja je poreklom iz Hong Konga. iFineks Inc je takoće u vlasništvu Bitfineks kriptomenjačnice. Od jula 2022. godine, Teter Limited je kreirao USDT stabilan koin zasnovan na 10 protokola i blokčejnu. Teter se često naziva stabilnim koinom jer je originalno dizajniran da njegova vrednost bude jednaka jednom američkom dolaru (1 USD). Kompanije Teter Limited Inc. izjavila je da poseduje pokriće u vidu jednog američog dolara za svaki izdat USDT koin, ali se ta izjava ispostavila netačnom. Takođe, kompanija regularnom telu nije dostavila potrebne podatke koji bi dokazali da pokriće postoji. Iz tog razloga, regulatorno telo je ispostavilo kaznu Teter Limited Inc. kompaniji.

## Istorija

### Osnivanje
J.R. Willett je 2012. godine objavio whitepaper u kom je objasnio mogućnost kreiranja nove kriptovalute koja bi koristila blokčejn tehnologiju. Willet je nastavio sa razvojem svoje ideje preko kriptovalute Masterkoin koja je povezana sa Masterkoin fondacijom (kasnije preimenovanom u Omni fondacija) kako bi promovisao korišćenje njegovog novog koncepta "second layer". Masterkoin protokol je postao tehnološka osnova Teter kriptovalute. Brock Pierce je postao suosnivač Tetera, a osnovač Tetera, Craig Sellars, postao je CTO Masterkoin fondacije.
Pretaču Tetera, koja je prvobitno nazvana Realkoin, suosnivači Brock Pierce, Reeve Collins i Craig Sellars su objavili u julu 2014. godine kao startap kompaniju sa sedištem u Santa Monic-u. Prvi token je kreiran 6. oktobra 2014. godine na Bitkoin blokčejnu, a korišćen je Omni Layer Protokol. CEO Tetera, Reeve Collins, je 20. novembra 2014. godine objavio da je projekat preimenovan u Teter. Kompanija je takođe objavila da kreira privatnu beta verziju koja podržava Teter+ token za 3 valute: USTether (US+) za američki dolar, EuroTether (EU+) za euro i YenTether (JP++) za japanski jen. Kompanija je saopštila: "Svaki Teter+ token ima 100% pokrića u originalnoj valuti i može se iskoristiti i zameniti u bilo kom trenutku bez izlaganja riziku". Na vebsajtu kompanije je objavljeno da je sedište kompanije u Hong Kong-u, a kancelarije su u Švajcarskoj.

### 2015-2016.
U januaru 2015. godine, kriptomenjačnica Bitfineks je omogućila trgovanje Teterom na svojoj platformi. Iako su predstavnici Teter-a i Bitfineksa rekli da su ove dve kompanije u potpunosti odvojene, podaci koji su procureli u Paradise Papers-u u novembru 2017. godine, govore da su zvaničnici Bitfineksa Philip Potter  i Giancarlo Devasini odgovorni za kreiranje Tether Holdings limited na Britanskim Devičanskim ostrvima 2014. godine. Potparol Bitfinexa i Tetera, rekao je da je CEO obe firme Jan Ludovicus van der Velde. Prema Teterovom vebsajtu, Teter Limited sa sedištem u Hong Kongu je podružnica Teter Holdings Limited u potpunom vlasništvu. Bitfinteks je jedna od najvećih Bitkoin kriptomenjačnica na svetu. Jedan period, Teter je obrađivao transakcije u američkim dolarima preko tajvanskih banaka koje su, zauzvrat, slale novac preko banke Wells Fargo kako bi omogućile da sredstva pređu van Tajvana. Teter je 18. aprila 2017. godine objavio da su ovi internacionalni transferi blokirani. Zajedno sa Bitfineksom, Teter je tužio banku Wells Fargo u američkom okružnom sudu za severni okrug Kalifornije. Tužba je povučena nedelju dana kasnije.
Teter izdaje tokene na Bitkoin (koristi se Omni and Liquid Protocol), Ethereum, EOS, Tron, Algorand, SPL i -OMG blokčejnu.
Trenutno postoji 5 različitih Teter tokena: američki dolar Teter na Bitkoinovom Omni layer-u, euro Teter na Bitkoinovom Omni layer-u, američki dolar Teter kao ERC-20 token, euro Teter kao ERC-20 token i američki dolar Teter kao TRC-20 token na TRON mreži koji je kreiran 2020. godine.

### 2017-2018.
Od januara 2017. godine do septembra 2018. godine, količina Tetera je porasla od 10 miliona američkih dolara do oko 2.8 milijardi američkih dolara. U ranoj 2018. godini, 10% količine kriptovaluta na Bitkoin blokčejnu je bilo u Teteru, ali je tokom leta 2018. godine količina porasla na 80%. Istraživanja sugerišu da je šema manipulacije cenama u kojima učestvuje Teter, uzrokovala povećanje cene Bitkoina za oko 50% krajem 2017. godine. U avgustu 2018. godine, kreirano je Teter tokena u iznosu od oko 500 miliona američkih dolara.
Cena Tetera je pala na 0.88 američkih dolara 15. oktobra 2018. godine jer je postojao kreditni rizik jer su korisnici na Bitfineksu menjali Teter za Bitkoin i na taj način podizali cenu Bitkoina.
Krajem 2018. godine, Wall Street Journal je objavio da je suosnivač Teter Holdings Ltd razgovarao sa jednim od najvećih trgovaca Tetera u Kini o "zaobilaženju bankarskog sistema obezbeđivanjem lažnih prodajnih faktura i ugovora za svaki depozit novca i njegovog povlačenja". U objavi su citirali Moore-ovu email poštu u kojoj priznaje da je potpisivao lažne fakture i ugovore i da "ne bi pričao ni o čemu prethodno pomenutom u potencijalnom slučaju prevare ili pranja novca". Teter je objavio odgovor u kom navodi da je objava Journal-a "potpuno netačna i obmanjujuća", ali nisu naveli nikakve pojedinosti. 

### 2019-Danas
U 2019. godini, Teter je premašio Bitkoin po obimu trgovanja i imao je najveći dnevni i mesečni obim od bilo koje druge kriptovalute na tržištu.

## Navodna manipulacija cenama

### Akademska istraživanja
Istraživanja Grifina i Shams-a govore da je cena Bitkoina porasla nakon kreiranja novih Teter USDT tokena u toku pada tržišta. Oni su ukazivali na to da je ovo bio pokušaj manipulacije tržišta. Kriptomenjačnica Bitfineks je osporila ova istraživanja, navodeći da su autori imali pristup samo delu podataka na osnovu kojih nisu bili u mogućnosti da manipulišu tržištem. Kasnija istraživanja nisu pronašla mnogo dokaza i povezanosti između kreiranja Teter USDT tokena i porasta cene Bitkoina. Ova istraživanja podržavaju objave kompanije Bitfineks. Istraživanja iz 2022. godine su otkrila da su cene Bitkoina rasle kada je 'Whale Alert' tvitovao da je Teter kreirao nove USDT tokene, na ovaj način se podsticala očekivana reakcija investitora i trgovaca na najavu vesti. Akademska istraživanja Grifina i Shams-a nisu potvrdila da je Teter manipulisao cenu Bitkoina. CEO Tetera i Bitfineksa je komentarisao akademsku debatu: "Ni Bitfineks ni Teter nisu nikada učestvovali ni u kakvom vidu manipulisanjem cena na tržištu. Kreiranje Teter tokena ne mogu se koristiti kako bi se povećala cena Bitkoina ili bilo kog drugog koina ili tokena".

### Istraživanje medija
Novinari Bloomberg News-a su otkrili da postoje nepravilnosti na berzi kriptovaluta sa malim tržišnim nalozima koji su pomerali cenu Tetera na tržištu kao i veliki tržišni nalozi od 1. maja 2018. godine do 22. juna 2018. godine. Profesorka sa Univerziteta u Njujorku, Rosa Abrantes-Metz i ispitivač banke Federalnih rezervi, Mark Williams, su sugerisali da neobične veiličine narudžbina mogu ukazati na trgovinu pranjem preko programa automatizovanog trgovanja. Kraken kriptomenjačnica je odbila ove tvrdnje, navodeći da Bloomberg News nije razumeo koncept stabilnog koina i da tržišna cena Tetera nije bila bod uticajem veličine narudžbina jer je Teter direktno vezan za američki dolar. Korisnik koji je odgovoran za neobične veličine je takođe potvrdio da su čudne veličine porudžbina i decimale "nasumično odabrane". Tvrdnje Kraken-a su kasnije potkrepljene akademskim istraživanjima o stabilnosti "stabilnih koina".

### Pravna istraživanja
Bloomberg je 20. novembra 2018. godine objevio da američki federalni tužioci vrše istragu da li je Teter korišćen za manipulaciju cenom Bitkoina. Prema Teterovom vebsajtu, Teter se može izdati, kupovinom za američke dolare ili otkupiti na berzi. Novinar Jon Evans navodi da on nije bio u mogućnosti da pronađe javno proverljive primere kupovina novih tokena Tetera ili otkupa u sa završetkom u avgustu 2018. godine.

## Sigurnost i likvidnost
Teter navodi da namerava da poseduje sve američke dolare u rezervama kako bi mogao da omogući sva povlačenja novca na zahteve korisnika. Nisu bili u mogućnosti da ispune sve zahteve ovog tipa u 2017. godini. Teter je objavio da ima nameru da račune sa rezervama učini javno dostupnim preko eksterne revizije, ali kompanija ovo nikada nije uradila. U januaru 2018. godine, kompanija je objavila da nemaju nikakav odnos sa svojim revizorom.
Oko 31 milion američkih dolara USDT tokena su ukradeni od Tetera u novembru 2017. godine. Kasnije analize distribucije Bitkoina pokazale su blisku vezu između hakovanja Tetera i hakovanja Bitstampa u januaru 2015. godine. Kao odgovor na krađu, Teter je suspendovao trgovinu i objavio da će napraviti novi softver koji će rekreirati sve tokene koji su identifikovani kao "ukradeni". Teter je naveo da je od 19. decembra 2017. godine ponovo omogućio ograničene usluge i počeo da obrađuje zaostale transakcije koje se nalaze na čekanju.
Zbog tekuće tužbe u Okružnom sudu u Njujorku, 19. septembra 2022. godine, Bitfineksu i Teteru je naloženo da predaju dokumenta koja pokazuju rezerve USDT-a čija se isplata i dalje čeka.

## Pitanja o rezervama
Onlajn kritičar 'Bitfinex'ed' je postavio pitanje o vezi između Bitfineksa i Tetera 2017. godine, optužujući Bitfineks da je "stvorio Teter ni iz čega". U septembru 2017. godine, Teter je objavio memorandum javne računovodstvene firme za koji je Teter Limited tvrdio da pokazuje da je svaki Teterov token pokriven u vidu rezervi američkog dolara. Međutim, prema navodima New York Times-a, nezavisni tužioc, Lewis Cohen, je naveo da je dokument, zbog pažljivog načina na koji je sastavljen, ne dokazuje da su Teterovi tokeni pokriveni američkim dolarima. Dokumenti takođe ne mogu da utvrde da li su bilansi opterećeni na drugi način. Računovodstvena firma je objavila sledeće: "Ove informacije su isključivo namenjene da pomognu menadžmentu kompanije Tether limited i da nije predviđeno i da ne bi trebalo da ih koristi niko drugi".
Teter nije uspeo da prikaže revizije koje bi dokazale da postoje rezerve i da je svaki kreiran USDT token pokriven američkim dolarom. Pokušaj revizije iz juna 2018. godine je objavljen na njihovom vebsajtu pokazuje izveštaje advokatske firme FSS koji je potvrdio da su kreirani tokeni u potpunosti podržani američkim dolarima. Međutim, FSS je kasnije objavio sledeće: "FSS nije računovodsvena firma i nije izvršila pomenutu reviziju. Potvrdu stanja u banci i vrednosti Tetera ne treba tumačiti kao rezultate revizije".